# Sejdo Bajramović
Sejdo Bajramović (cyr. Сејдо Бајрамовић, ur. 7 lipca 1927 w Žuji koło Kosovskiej Kamenicy, zm. 1993 w Belgradzie) – jugosłowiański polityk komunistyczny oraz wojskowy pochodzący z Kosowa. Od 31 marca 1991 do 27 kwietnia 1992 członek Prezydium Jugosławii, od 16 maja do 30 czerwca 1991 pełniący obowiązki przewodniczącego Prezydium Jugosławii.

## Życiorys
Podczas II wojny światowej działał w komunistycznej partyzantce. W 1943 wstąpił do Związku Komunistów Jugosławii. Służył w armii jugosłowiańskiej, dochodząc do stopnia podoficera, działał także w powiązanych z komunistami organizacjach społeczno-politycznych. W 1990 wybrany do Parlamentu Serbii z listy Socjalistycznej Partii Serbii. 30 marca 1991 został reprezentantem Socjalistycznej Prowincji Autonomicznej Kosowo w Prezydium socjalistycznej Jugosławii po odwołaniu Rizy Sapundžiju. Powszechnie uważano go za polityka marionetkowego względem Slobodana Miloševicia z powodu niewielkiego doświadczenia oraz faktu, że został wyznaczony przez parlament Serbii (po zawieszeniu legislatywy autonomicznego Kosowa). Z powodu konfliktu w łonie Prezydium tymczasowo kierował nim jako koordynator od 16 maja do 30 czerwca 1991 (zastąpił go Stjepan Mesić), tymczasowo szefował też siłom zbrojnym. 27 kwietnia 1992 zakończył zasiadanie w tym gremium, gdy zlikwidowano w nim miejsce dla przedstawiciela Kosowa. Zmarł w kolejnym roku.
Ojciec wojskowego Dragana Bajramovicia (zm. 1992).